# 劉熙載

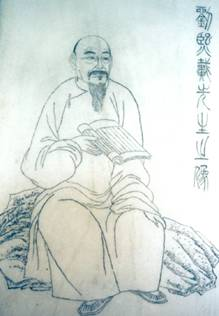
劉熙載

劉 熙載（りゅう きさい、Liu Xizai、1813年 - 1881年）は、清末の学者・批評家。字は伯簡、号は融斎。
江蘇省揚州府高郵州興化県の出身。1839年に挙人となり、1844年に進士となる。翰林院庶吉士、翰林院編修を歴任し、1853年には値上書房となって帝室の子弟に講義した。1860年、アロー戦争でイギリス・フランス連合軍が北京に入った時、官吏の多くは逃げ出したが劉熙載はとどまった。その後、武昌の江漢書院の主講となり、1864年には国子監司業となり、官職は左春坊左中允、広東学政に至った。1867年より上海の龍門書院に招かれ講義を行った。1880年、病で郷里に戻り、翌年に古桐書屋で死去した。
劉熙載は経学はもとより、賦・詞曲・書法・声韻・算術など通じない学問はないといわれた。著書の『芸概』は近代で最も重要な文学評論書の一つであるといわれる。

## 著書
- 『芸概』
- 『昨非集』
- 『四音定切』
- 『説文双声』
- 『古桐書屋六種』
- 『古桐書屋続刻三種』